# Campanile di Mores
Il campanile di Mores domina il piccolo borgo, in provincia di Sassari, e si eleva a fianco della chiesa di Santa Caterina d'Alessandria. Costituisce uno dei più significativi monumenti neoclassici in Sardegna e la torre campanaria più alta dell'isola.

## Descrizione
Il campanile della chiesa di Santa Caterina si trova nel centro storico dell'antico paese (un tempo sede di un marchesato) che, nei secoli, ha subito poche modifiche.

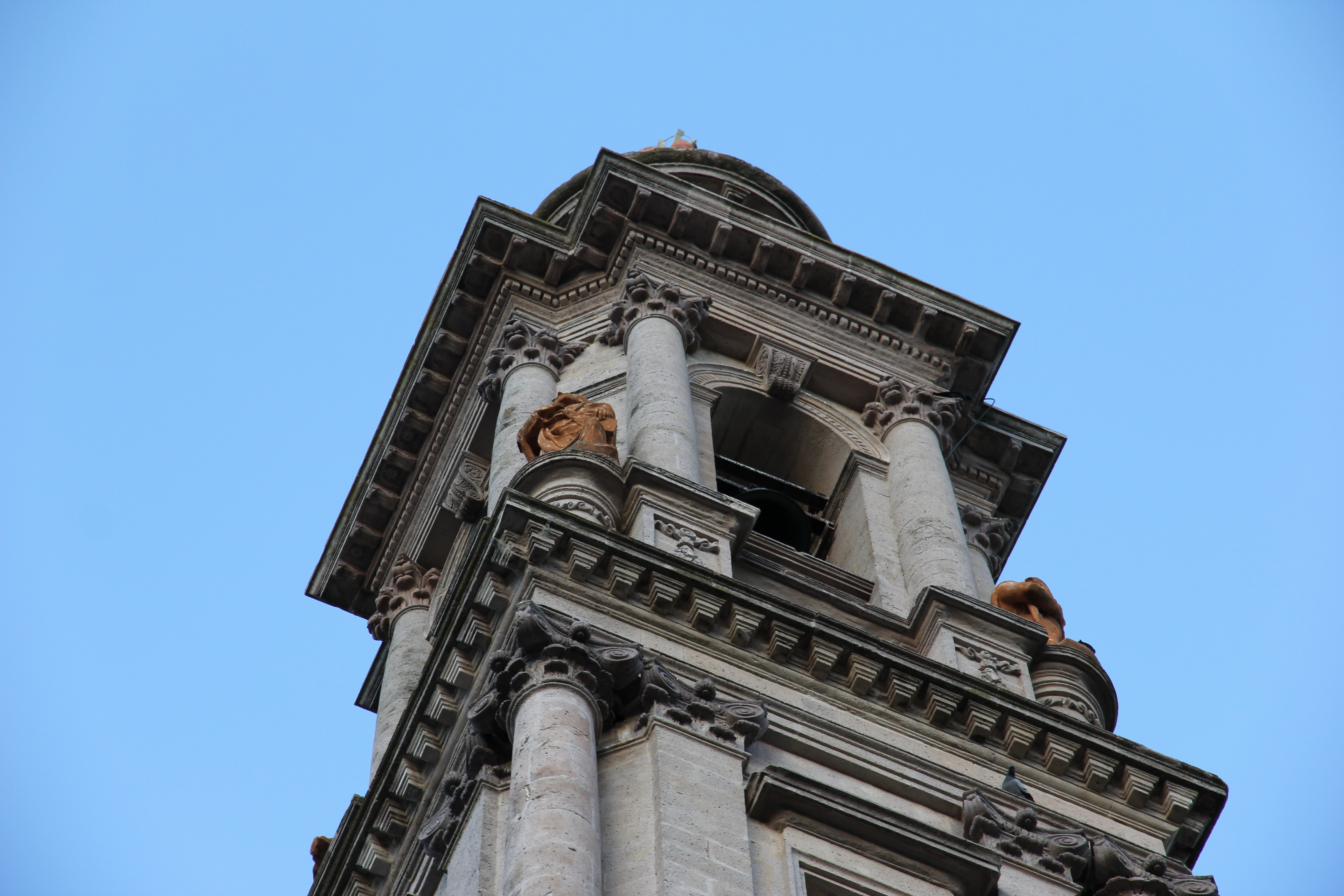
Sommità del campanile

La torre fu progettata nel 1871 dall'architetto morese Salvatore Calvia Unali (1822-1909), allievo del famoso artista piemontese Alessandro Antonelli (1798-1888), autore, tra le altre opere, della Mole Antonelliana e della cupola di San Gaudenzio a Novara.
Il costruttore, padre del poeta Pompeo Calvia, si attenne agli schemi dell'architettura neoclassica che si era sviluppata in tutti i paesi occidentali, ma anche negli Stati Uniti, in America Latina e in Russia.
Il Calvia utilizzò per la costruzione del campanile la trachite rosa e il tufo locali, caratterizzandolo con molte incisioni ed elaborati stucchi, tipicamente neoclassici.
Molto interessanti le cinque statue dei 4 Dottori della Chiesa d'occidente ( i santi Ambrogio, Agostino, Girolamo e Gregorio I ) e del Redentore, realizzati in terra cruda dall'artista piemontese Giacomo Galeazzo.
L'architetto, morto ad Alghero nel 1909, è sepolto a Mores nella chiesa attigua alla torre campanaria.